# Xiphocentron messapus
Xiphocentron messapus är en nattsländeart som beskrevs av Schmid 1982. Xiphocentron messapus ingår i släktet Xiphocentron och familjen Xiphocentronidae. Inga underarter finns listade i Catalogue of Life.